# K2-72c
K2-72c是一顆環繞紅矮星K2-72的小體積太陽系外行星，距離地球約227.7光年。該行星被認為位於母恆星的適居帶內，因此表面可能有液態水存在。K2-72c的軌道週期15.2日，半徑大約是地球的86%。